# NGC 7331
NGC 7331 је спирална галаксија у сазвежђу Пегаз која се налази на NGC листи објеката дубоког неба.
Деклинација објекта је + 34° 25' 13" а ректасцензија 22h 37m 5,1s. Привидна величина (магнитуда) објекта NGC 7331 износи 9,5 а фотографска магнитуда 10,3. Налази се на удаљености од 14,249 милиона парсека од Сунца. NGC 7331 је још познат и под ознакама UGC 12113, MCG 6-49-45, CGCG 514-68, PGC 69327.